# 18669 Lalitpatel
18669 Lalitpatel è un asteroide della fascia principale. Scoperto nel 1998, presenta un'orbita caratterizzata da un semiasse maggiore pari a 3,0994219 UA e da un'eccentricità di 0,1310963, inclinata di 2,94014° rispetto all'eclittica.